# Ösmo
Ösmo ist eine Ortschaft (schwedisch: Tätort) in der schwedischen Gemeinde Nynäshamn im Süden der Provinz Stockholms län auf der Halbinsel Södertörn. Die Siedlung hat eine Station an einer Linie der S-Bahn von Stockholm, die Nynäshamn mit Schwedens Hauptstadt verbindet.
Die umgebende Landschaft ist hügelig und teilweise mit Wald bedeckt. Östlich befindet sich die Ostseeküste mit den vorgelagerten Inseln Herrö und Yxlö.

## Geschichte
Mehrere Runensteine in der Umgebung zeugen davon, dass die Region schon sehr lange besiedelt wurde. Die Dörfer und Gehöfte bildeten das Kirchspiel Ösmo, dessen älteste Kirche im 12. Jahrhundert dokumentiert ist. Das Gebäude wurde bis 1716 mehrfach ausgebaut. Die ersten Teile der heutigen Ortschaft entstanden 1901 etwas westlich der Kirche an der neuen Eisenbahnstrecke nach Nynäshamn. Dazu zählt das Bahnhofsgebäude im nationalromantischen Stil mit schuppenartig angebrachten gelben Holzkacheln an den Fassaden. Gebäude an der zur Bahn parallel gehenden Straße wurden im Jugendstil errichtet und in den 1920er sowie noch einmal 1970er Jahren kamen mehrere Ein- und Mehrfamilienhäuser hinzu.

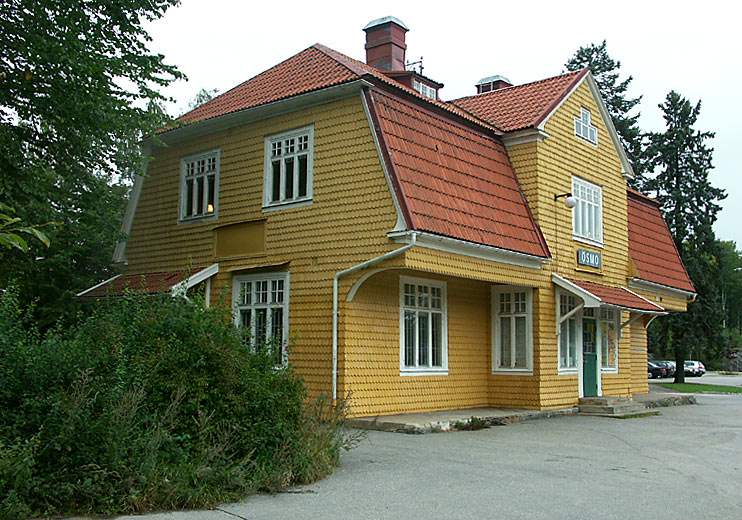
Bahnhofsgebäude
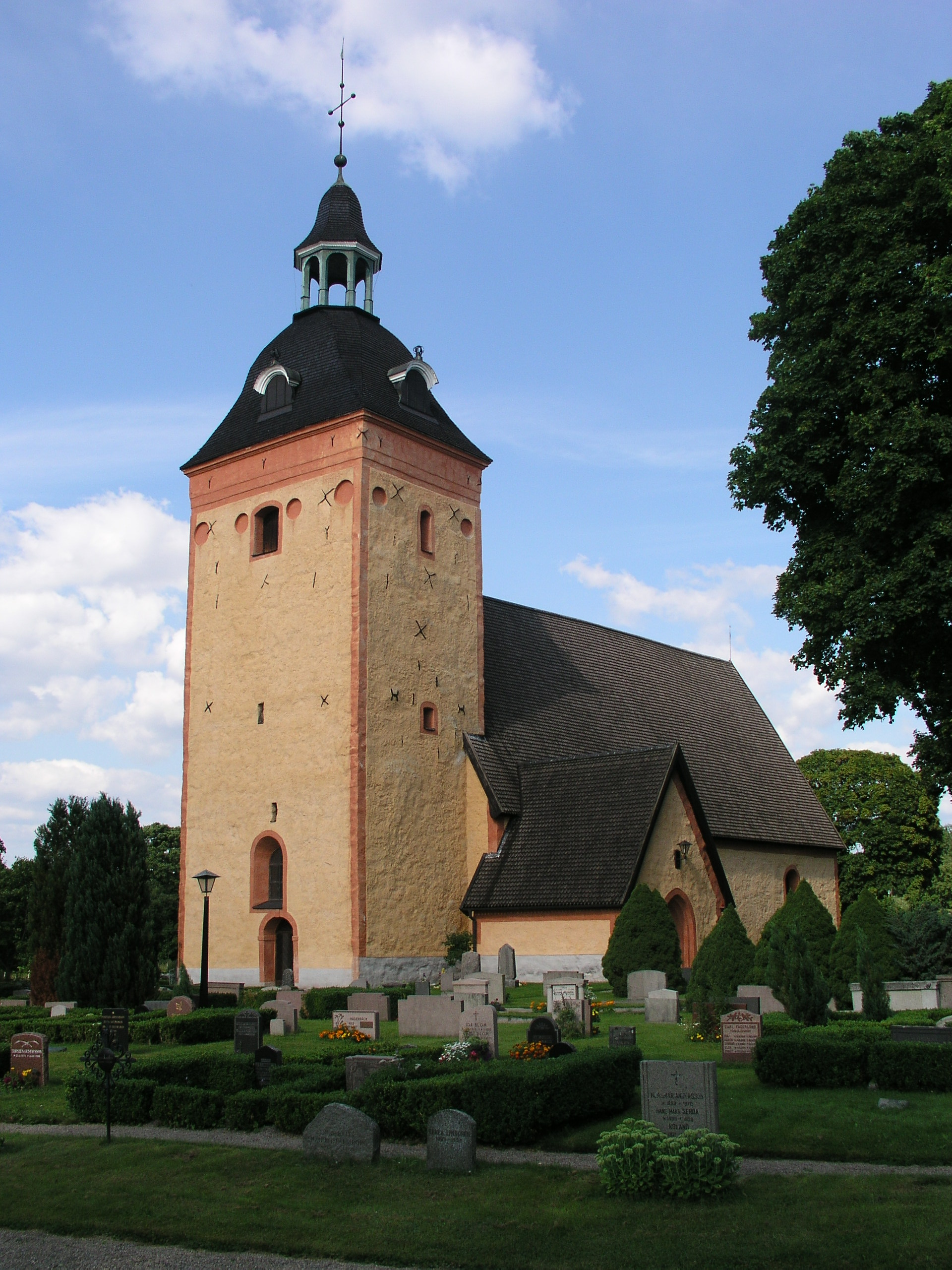
Kirche
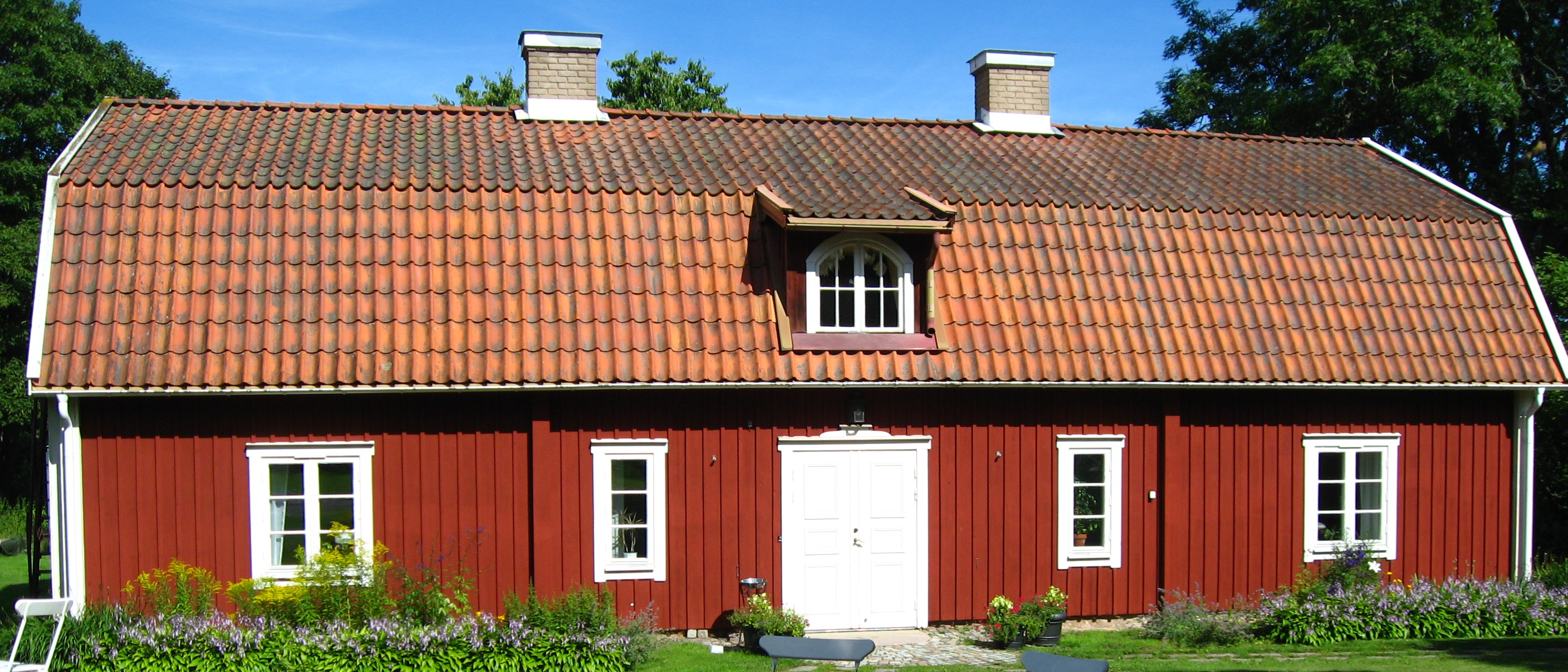
Haus der Kirchengemeinde